# Martina Hudcová
Martina Hudcová (Brno, 26 de março de 1966) é uma ex-voleibolista indoor e jogadora de vôlei de praia checa, medalhista de prata no Campeonato Europeu de Voleibol de Praia de 1994 realizado em Portugal.

## Carreira
A partir do ano de 1994, formou dupla com Dolores Štorková  e foram vice-campeãs da etapa de Almería pelo circuito europeu e  conquistaram a medalha de prata no Campeonato Europeu de Vôlei de Praia sediado em Espinho e estiveram juntas no circuito mundial 1994-95, alcançando o décimo terceiro lugar nos Abertos de Santos e Rio de Janeiro, e o nono lugar no Aberto de La Serena.
Estiveram juntas no circuito mundial de 1995-96, terminando no trigésimo quarto lugar no Aberto de Clearwater, o trigésimo no Aberto de Pusan, os décimos sétimos postos nos Abertos de Osaka e Rio de Janeiro, além do décimo terceiro no Aberto de Bali.A partir de 1997 anuncia dupla com Tereza Tobiášová, disputaram o Campeonato Mundial de Los Angeles, terminando na décima sétima colocação, mesmo posto obtido nos Abertos de Pescara e Marselha, assim como terminaram no décimo terceiro lugar nos Abertos de Espinho e Pusan, além do nono no Aberto de Osaka.
Atuou ao lado de Tereza Tobiášová em 1998, nas etapas do circuito mundial, terminaram na décima sétima posição nos Abertos do Rio de Janeiro, Toronto, Vasto, Marselha, Osaka e Dalian, terminando em décimo terceiro lugar no Aberto de Espinho. Em 1999, jogaram juntas no Campeonato Europeu de Voleibol de Praia em Palma de Maiorca, quando alcançaram a nona posição, e no Campeonato Mundial de Marselha obtiveram o vigésimo quinto posto, repetindo o feito no circuito mundial, nos Abertos de Acapulco e Osaka,  sendo décimas sétimas colocadas no Aberto de Salvador, décima terceira colocação no Aberto de Espinho, e os nonos lugares nos Abertos de Toronto e Dalian.
Em 2000, com  Tereza Tobiášová, disputou o Campeonato Europeu de Voleibol de Praia em  Guecho e Bilbau, finalizando na nona posição, estiveram também nos Jogos Olímpicos de Verão em Atenas, e terminou na décima nona posição, iniciaram o circuito mundial e terminaram na vigésima quinta posição nos Abertos de Vitória, Rosarito e Toronto, ainda forma nonas colocadas no Aberto de Cagliari  e terminou no vigésimo quinto posto no Aberto de Gstaad ao lado de Marika Těknědžjanová. Em 2004 competiu com Tereza Tobiášová no circuito europeu. Na temporada de 2006-07 atuou pelo clube VK Královo Pole, quando atuou como levantadora e se aposentando em 2008.